# Stenospermation luteynii
Stenospermation luteynii là một loài thực vật có hoa trong họ Ráy (Araceae). Loài này được Croat & A.P. Gomez miêu tả khoa học đầu tiên.